# Kirsten Dunst
Kirsten Caroline Dunst (Point Pleasant, New Jersey, 30 april 1982) is een Amerikaanse actrice. Ze werd meer dan tienmaal beloond met een prijs voor haar acteerprestaties, waaronder met een Saturn Award (voor Interview with the Vampire: The Vampire Chronicles), een Empire Award (voor Spider-Man) en de prijs voor beste actrice op het filmfestival van Cannes (voor Melancholia, 2011). Verder werd ze meer dan 25 maal genomineerd voor een filmprijs, waaronder voor een Golden Globe (voor Interview with the Vampire: The Vampire Chronicles). In 2019 kreeg ze een ster op de Hollywood Walk of Fame.
Dunst speelde onder meer Mary Jane Watson in verschillende Spider-Manfilms. Andere films waarin ze speelde zijn onder andere Wimbledon en Melancholia.

## Privéleven
Dunst heeft samen met haar moeder een filmproductiebedrijf, genaamd Wooden Spoons, Inc. Haar ouders zijn in 1995 gescheiden. Ze woonde voornamelijk bij haar moeder, samen met haar broer.
Dunst had relaties met Tobey Maguire, Jake Gyllenhaal en Ben Foster. Maguire leerde ze kennen bij het maken van de Spider-Manfilms. Hij speelde in deze films Peter Parker/Spider-Man.
In 2017 verloofde Dunst zich met Jesse Plemons. Het stel trouwde in 2022 en kreeg twee zonen, geboren in 2018 en 2021. In 2011 verkreeg Dunst een  Duits paspoort.

## Trivia
- Dunst is een aanhanger van de Democratische Partij, zo steunde ze John Kerry en Barack Obama in hun verkiezingscampagnes.[2][3]

- Bibsys: 3004453
- Biblioteca Nacional de España: XX1435233
- Bibliothèque nationale de France: cb14025148m (data)
- Catàleg d'autoritats de noms i títols de Catalunya: 981058523691606706
- CiNii: DA16963190
- Gemeinsame Normdatei: 129584827
- International Standard Name Identifier: 0000 0001 2102 8334
- Library of Congress Control Number: no96025501
- Nationale Bibliotheek van Letland: 000313323
- MusicBrainz: b96ddacd-64ab-4bb1-87a3-b9ddf9a15a3d
- Nationale Bibliotheek van Tsjechië: xx0041082
- Nationale bibliotheek van Australië: 40662762
- Nationale Bibliotheek van Israël: 987007428870905171
- Nationale Bibliotheek van Polen: a0000001256236
- Nederlandse Thesaurus van Auteursnamen: 181702932
- SNAC: w68k85f3
- Système universitaire de documentation: 060243465
- Trove: 1448825
- Virtual International Authority File: 85558566
- WorldCat: E39PBJg4hTgWcVFtWhYwqKMByd